# Emoji

Emoji GRINNING FACE (volto sorridente) del font Noto, utilizzata in alcuni prodotti Google

Gli o le emoji (dal giapponese 絵文字) sono simboli pittografici, simili alle emoticon, divenuti popolari in Giappone alla fine degli anni 1990.
Il nome deriva da e (絵, immagine) e moji (文字, carattere). Gli emoji sono utilizzati sia negli SMS che nelle e-mail.

## Storia
Il primo set di emoji fu creato nel 1997 dall'operatore telefonico giapponese J-Phone. Il CEO di SoftBank, la compagnia che aveva acquistato Vodafone Japan, che a sua volta aveva acquistato J-Phone, convinse Apple a inserire gli emoji all'interno dell'iPhone fin dalla sua distribuzione nel 2008. Gli emoji furono poi distribuiti internazionalmente nella quinta versione di iOS, disponibile nel 2011.
Spesso l'ideazione degli emoji è erroneamente attribuita a Shigetaka Kurita, un membro del team che si occupava della piattaforma i-mode della NTT DoCoMo. Questo set, reso disponibile nel 1999, era composto di 172 emoji da 12×12 pixel.
Secondo un'analisi effettuata dall'Unicode Consortium, la faccina con lacrime di gioia è l'emoji più utilizzata.

## Nei sistemi operativi

### iOS
Lo smartphone di casa Apple, l'iPhone, con l'aggiornamento del firmware 2.2, ha introdotto il supporto degli emoji. Apple però aveva deciso di renderli disponibili solo per i terminali giapponesi e fruibili dai terminali internazionali solo grazie ad applicativi di terze parti reperibili sull'App Store o tramite jailbreak.
A partire da iOS 5, la tastiera emoji è presente in modo predefinito nel sistema operativo. Per abilitare tale funzione, è sufficiente aggiungere la tastiera emoji nelle impostazioni generali, all'interno del menu Tastiere internazionali.

### macOS
A partire da OS X Lion, Apple ha introdotto l'utilizzo degli emoji nel suo sistema operativo attraverso il pannello Caratteri speciali… nel menù Composizione (di solito richiamabile con la combinazione di tasti ⌘+⌥+T nelle applicazioni appositamente sviluppate per tale OS).

### Android
Sui dispositivi Android sono disponibili numerose app di terze parti, alcune delle quali disponibili su Google Play, che prevedono il supporto degli emoji.
Dalla versione 4.4, denominata KitKat, la funzionalità è inclusa nell'applicazione Google Keyboard.

### Windows
Windows 8 e versioni successive supportano completamente gli emoji presenti in Unicode tramite il font Segoe UI. È possibile accedere ai caratteri Emoji tramite il tasto “smiley” della tastiera su schermo.
Da Windows 8.1 Preview, Segoe UI fornisce le emoticon a colori. A differenza di macOS e iOS gli emoji vengono visualizzate solamente quando l'applicazione supporta le API DirectWrite di Microsoft e Segoe UI Emoji, diversamente appaiono monocromatici.
In Windows 10 è stato aggiunto il supporto per i modificatori e altre modifiche per aumentare la consistenza tra piattaforme. Windows 10 Anniversary Update, include una completa riprogettazione di ogni emoji nel font Segoe UI Emoji. È stato inoltre aggiunto il supporto a Unicode 9.0 e oltre 50000 combinazioni per famiglie monoparentali e multirazziali. Windows 10 Creators Update ha aggiunto il supporto ad Emoji 4.0.

## Controversie
In passato esisteva un'emoji che aveva l'aspetto di una pistola. Tuttavia, a causa dei suoi significati violenti e l'uso improprio che ne fecero diverse utenze, si decise di sostituire il simbolo con quello di un'arma giocattolo.